# Лонгомонтан, Христиан-Северин
Христиан-Северин Лонгомонтан (дат. Christen Sørensen Lomborg, свои публикации подписывал: лат. Christian-Severin Longomontanus, 1562—1647) — датский математик и астроном, ближайший ученик и помощник Тихо Браге. После смерти своего учителя остался в Праге вместе с Кеплером, но вскоре поссорился с последним и вернулся в Данию, где был затем профессором математики в Копенгагене. Из научных трудов Лонгомонтана пользуется особою известностью «Astronomia Danica» (1622), в которой с подробностью изложена гео-гелиоцентрическая система мира Тихо Браге. В отличие от своего учителя, однако, Лонгомонтан считал, что Земля не является абсолютно неподвижной, но вращается вокруг своей оси за период одни сутки.

## Эпонимы
Кратер Лонгомонтан на Луне назван в его честь.

## Основные труды
- Systemalis Mathematici, etc. (1611)
- Cyclometria e Lunulis reciproce demonstrata, etc. (1612)
- Disputatio de Eclipsibus (1616)
- Astronomia Danica, etc. (1622)
- Disputationes quatuor Astrologicae (1622)
- Pentas Problematum Philosophae (1623)
- De Chronoiabio Historico, seu de Tempore Dispulatsones tres (1627)
- Geometriae quaesita XIII. de Cyclometria rabionali et vera (1631)
- Inventio Quadraturae Circuli (1634)
- Disputatio de Matheseos Indole (1636)
- Coronis Problematica ex Mysteriis trium Numerorum (1637)
- Problemata duo Goemetrica (1638)
- Problema contra Paulum Guidinum de Circuli Mensura (1638)
- Introductio in Theatrum Astronomicum (1639)
- Rotundi in Piano, etc. (1644)
- Admiranda Operatio trium Numerorum 6, 7, 8, etc. (1645)
- Caput tertium Libri primi de absoluta Mensura Rotundi plani, etc. (1646)